# Ногайский диалект
Ногайский диалект — диалект ногайского языка, на котором говорят преимущественно в Ставропольском крае.
Ногайский диалект отличается рядом особенностей. В фонетике выделяется использование начального «дж» вместо «ж» или «й» (в акногайском и караногайском вариантах соответственно). Также характерно начало слов с «б», например: бышак, бише, бутак, что роднит его с караногайским диалектом, где нет начального «п». В аффиксах 1-го и 2-го лица множественного числа используется глухой «с» вместо звонкого «з» (как в акногайском). Среди грамматических отличий — причастный суффикс -айак/-эек (вместо -ыяк/-иек или -аджак/-эджек) и форма притяжательного местоимения бизим (вместо бизинъ) для слова «наш».
В ногайском диалекте имеется значительный пласт лексики, заимствованной из арабского и персидского языков.